# Канада на зимових Паралімпійських іграх 2018
Канада на XII зимових Паралімпійських іграх, які проходили у 2018 році у південнокорейському Пхьончхані, була представлена 55 спортсменами у всіх видах спорту. Прапороносцем на церемонії відкриття Паралімпійських ігор був лижник Браян Макківер, а на церемонії закриття — лижник Марк Арендз. Канадські атлети завоювали 28 медалей, з них 8 золотих, 4 срібних та 16 бронзових. Збірна Канади зайняла неофіційне третє загальнокомандне залікове місце.

## Учасники за видами спорту
| Вид спорту               | Чоловіки | Жінки | Разом |
| ------------------------ | -------- | ----- | ----- |
| Гірськолижний спорт      | 7        | 5     | 12    |
| Біатлон / Лижні перегони | 10       | 4     | 14    |
| Следж-хокей              | 17       | 0     | 17    |
| Сноубординг              | 5        | 2     | 7     |
| Керлінг на візках        | 3        | 2     | 5     |
| Разом                    | 42       | 13    | 55    |

## Медалісти
| Золото            | Мак Марку ведучий: Джек Лейч | Гірськолижний спорт | швидкісний спуск, з вадами зору               |                  |  |
| Золото            | Курт Отвей | Гірськолижний спорт | супергігант, сидячи                           |                  |  |
| Золото            | Браян Макківер ведучий: Грем Нішікава | Лижні перегони      | 20 км вільним стилем, з вадами зору           |                  |  |
| Золото            | Моллі Єпсен | Гірськолижний спорт | суперкомбінація, стоячи                       |                  |  |
| Золото            | Браян Макківер ведучий: Рассел Кеннеді | Лижні перегони      | спринт 1,5 км класичним стилем, з вадами зору |                  |  |
| Золото            | Марк Арендз | Біатлон             | 15 км, стоячи                                 |                  |  |
| Золото            | Браян Макківер ведучий: Грем Нішікава | Лижні перегони      | 10 км класичним стилем, з вадами зору         |                  |  |
| Золото            | Наталі Вілкі | Лижні перегони      | 7,5 км класичним стилем, стоячи               |                  |  |
| Срібло            | Марк Арендз | Біатлон             | 7,5 км, стоячи                                |                  |  |
| Срібло            | Марк Арендз Кріс Клебль Наталі Вілкі Емілі Янг | Лижні перегони      | змішана естафета 4 x 2,5 км                   |                  |  |
| Срібло            | Моллі Єпсен | Гірськолижний спорт | слалом, стоячи                                |                  |  |
| Срібло            | \| Роб Армстронг \| \| Адам Діксон \| \| Браян Шоломіцкі \| \| \| Стівен Арсено \| \| Джеймс Геммель \| \| Корбін Сміт \| \| \| Бредлі Боуден \| \| Тайрон Генрі \| \| Тайлер Макгрегор \| \| \| Біллі Бріджес \| \| Ліам Гіккі \| \| Корбін Вотсон \| \| \| Домінік Коццоліно \| \| Джеймс Данн \| \| Грег Вестлейк \| \| \| Бен Делані \| \| Домінік Ларок \| \| \| \| | Следж-хокей         | змішаний                                      |                  |  |
| Бронза            | Моллі Єпсен | Гірськолижний спорт | швидкісний спуск, стоячи                      |                  |  |
| Бронза            | Коллін Камерон | Біатлон             | 7,5 км, сидячи                                |                  |  |
| Бронза            | Алана Ремзі | Гірськолижний спорт | супергігант, стоячи                           |                  |  |
| Бронза            | Марк Арендз | Біатлон             | 12,5 км, стоячи                               |                  |  |
| Бронза            | Алана Ремзі | Гірськолижний спорт | суперкомбінація, стоячи                       |                  |  |
| Бронза            | Марк Арендз | Лижні перегони      | спринт 1,5 км класичним стилем, стоячи        |                  |  |
| Бронза            | Наталі Вілкі | Лижні перегони      | спринт 1,5 км класичним стилем, стоячи        |                  |  |
| Бронза            | Моллі Єпсен | Гірськолижний спорт | гігантський слалом, стоячи                    |                  |  |
| Бронза            | Мак Марку ведучий: Джек Лейч | Гірськолижний спорт | гігантський слалом, з вадами зору             |                  |  |
| Бронза            | Алексіс Гімонд | Гірськолижний спорт | гігантський слалом, стоячи                    |                  |  |
| Бронза            | Коллін Камерон | Біатлон             | 15 км, сидячи                                 |                  |  |
| Бронза            | Бріттані Гудак | Біатлон             | 12,5 км, стоячи 16}}                          |                  |  |
| Бронза            | Марк Арендз | Лижні перегони      | 10 км класичним стилем, стоячи                |                  |  |
| Бронза            | Марк Ідесон Іна Форрест Денніс Тіссен Марі Райт Джеймс Ансю | Керлінг на візках   | змішані                                       |                  |  |
| Бронза            | Емілі Янг | Лижні перегони      | 7,5 км класичним стилем, стоячи               |                  |  |
| Бронза            | Коллін Камерон Браян Макківер ведучий: Рассел Кеннеді | Лижні перегони      | відкрита естафета 4 x 2,5 км                  |                  |  |
| Роб Армстронг     | | Адам Діксон         |                                               | Браян Шоломіцкі  |  |
| Стівен Арсено     | | Джеймс Геммель      |                                               | Корбін Сміт      |  |
| Бредлі Боуден     | | Тайрон Генрі        |                                               | Тайлер Макгрегор |  |
| Біллі Бріджес     | | Ліам Гіккі          |                                               | Корбін Вотсон    |  |
| Домінік Коццоліно | | Джеймс Данн         |                                               | Грег Вестлейк    |  |
| Бен Делані        | | Домінік Ларок       |                                               |                  |  |

## Біатлон
Чоловіки
| Спортсмен           | Дисципліна      | Фінал        | Фінал             | Фінал       | Фінал     | Фінал |
| Спортсмен           | Дисципліна      | Реальний час | Розрахунковий час | Промахи     | Результат | Місце |
| ------------------- | --------------- | ------------ | ----------------- | ----------- | --------- | ----- |
| Марк Арендз         | 7,5 км, стоячи  | 19:24.1      | 18:25.9           | 0 (0+0)     | 18:25.9   | 2     |
| Марк Арендз         | 12,5 км, стоячи | 37:48.1      | 35:54.7           | 1 (0+0+0+1) | 35:54.7   | 3     |
| Марк Арендз         | 15 км, стоячи   | 45:07.6      | 42:52.2           | 0 (0+0+0+0) | 42:52.2   | 1     |
| Коллін Камерон      | 7,5 км, сидячи  | 24:59.0      | 23:59.0           | 1 (0+1)     | 23:59.0   | 3     |
| Коллін Камерон      | 15 км, сидячи   | 52:04.1      | 49:59.1           | 1 (0+1+0+0) | 50:59.1   | 3     |
| Дерек Заплотінський | 7,5 км, сидячи  | 28:06.4      | 25:17.8           | 1 (0+1)     | 25:17.8   | 9     |
| Дерек Заплотінський | 12,5 км, сидячи | 59:54.9      | 53:55.4           | 5 (2+1+1+1) | 53:55.4   | 12    |

Жінки
| Спортсмен      | Дисципліна      | Фінал        | Фінал             | Фінал       | Фінал     | Фінал |
| Спортсмен      | Дисципліна      | Реальний час | Розрахунковий час | Промахи     | Результат | Місце |
| -------------- | --------------- | ------------ | ----------------- | ----------- | --------- | ----- |
| Бріттані Гудак | 6 км, стоячи    | 20:11.0      | 19:22.6           | 2 (1+1)     | 19:22.6   | 8     |
| Бріттані Гудак | 10 км, стоячи   | 41:21.2      | 39:42.0           | 1 (0+0+0+1) | 39:42.0   | 5     |
| Бріттані Гудак | 12,5 км, стоячи | 43:04.1      | 41:20.7           | 0 (0+0+0+0) | 41:20.7   | 3     |
| Емілі Янг      | 6 км, стоячи    | 20:08.6      | 19:08.2           | 1 (0+1)     | 19:08.2   | 7     |
| Емілі Янг      | 12,5 км, стоячи | 43:28.9      | 41:18,5           | 2 (1+0+1+0) | 41:18,5   | 7     |

## Гірськолижний спорт
Чоловіки
| Спортсмен                    | Дисципліна                        | Спуск 1 | Спуск 1 | Спуск 2      | Спуск 2      | Разом        | Разом        |
| Спортсмен                    | Дисципліна                        | Час     | Місце   | Час          | Місце        | Час          | Місце        |
| ---------------------------- | --------------------------------- | ------- | ------- | ------------ | ------------ | ------------ | ------------ |
| Алекс Кайрнс                 | гігантський слалом, сидячи        | 1:12.45 | 15      | 1:11.07      | 14           | 2:23,52      | 14           |
| Алекс Кайрнс                 | слалом, сидячи                    | 59.47   | 13      | 57.47        | 10           | 1:56.94      | 10           |
| Алексіс Гімонд               | швидкісний спуск, стоячи          | Н/Д     | Н/Д     | Н/Д          | Н/Д          | 1:27.09      | 4            |
| Алексіс Гімонд               | гігантський слалом, стоячи        | 1:08.23 | 6       | 1:05.44      | 1            | 2:13.67      | 3            |
| Алексіс Гімонд               | слалом, стоячи                    | DNF     | DNF     | не пройшов   | не пройшов   | не пройшов   | не пройшов   |
| Алексіс Гімонд               | супергігант, стоячи               | Н/Д     | Н/Д     | Н/Д          | Н/Д          | 1:28.01      | 4            |
| Брайдон Люскомб              | швидкісний спуск, стоячи          | Н/Д     | Н/Д     | Н/Д          | Н/Д          | DNF          | DNF          |
| Брайдон Люскомб              | гігантський слалом, стоячи        | 1:12,53 | 21      | не стартував | не стартував | не стартував | не стартував |
| Брайдон Люскомб              | слалом, стоячи                    | DNF     | DNF     | не пройшов   | не пройшов   | не пройшов   | не пройшов   |
| Брайдон Люскомб              | суперкомбінація, стоячи           | DNF     | DNF     | не пройшов   | не пройшов   | не пройшов   | не пройшов   |
| Брайдон Люскомб              | супергігант, стоячи               | Н/Д     | Н/Д     | Н/Д          | Н/Д          | 1:29.39      | 8            |
| Мак Марку ведучий: Джек Лейч | швидкісний спуск, з вадами зору   | Н/Д     | Н/Д     | Н/Д          | Н/Д          | 1:23.93      | 1            |
| Мак Марку ведучий: Джек Лейч | гігантський слалом, з вадами зору | 1:09.44 | 4       | 1:08.07      | 3            | 2:17,51      | 3            |
| Мак Марку ведучий: Джек Лейч | слалом, з вадами зору             | 49.61   | 5       | 48.78        | 3            | 1:38.39      | 4            |
| Мак Марку ведучий: Джек Лейч | суперкомбінація, з вадами зору    | DNF     | DNF     | не пройшов   | не пройшов   | не пройшов   | не пройшов   |
| Мак Марку ведучий: Джек Лейч | супергігант, з вадами зору        | Н/Д     | Н/Д     | Н/Д          | Н/Д          | DNF          | DNF          |
| Курт Отвей                   | швидкісний спуск, сидячи          | Н/Д     | Н/Д     | Н/Д          | Н/Д          | 1:27,50      | 8            |
| Курт Отвей                   | гігантський слалом, сидячи        | 1:12,56 | 16      | 1:09.85      | 11           | 2:22.41      | 12           |
| Курт Отвей                   | слалом, сидячи                    | DNF     | DNF     | не пройшов   | не пройшов   | не пройшов   | не пройшов   |
| Курт Отвей                   | суперкомбінація, сидячи           | DNF     | DNF     | не пройшов   | не пройшов   | не пройшов   | не пройшов   |
| Курт Отвей                   | супергігант, сидячи               | Н/Д     | Н/Д     | Н/Д          | Н/Д          | 1:25.83      | 1            |
| Кірк Шортстейн               | швидкісний спуск, стоячи          | Н/Д     | Н/Д     | Н/Д          | Н/Д          | 1:28,53      | 6            |
| Кірк Шортстейн               | гігантський слалом, стоячи        | 1:10.78 | 16      | 1:10.46      | 13           | 2:21.24      | 13           |
| Кірк Шортстейн               | слалом, стоячи                    | DNF     | DNF     | не пройшов   | не пройшов   | не пройшов   | не пройшов   |
| Кірк Шортстейн               | суперкомбінація, стоячи           | 1:28.67 | 5       | 49.99        | 9            | 2:18.66      | 9            |
| Кірк Шортстейн               | супергігант, стоячи               | Н/Д     | Н/Д     | Н/Д          | Н/Д          | 1:29.28      | 7            |

Жінки
| Спортсмен        | Дисципліна                 | Спуск 1 | Спуск 1 | Спуск 2    | Спуск 2    | Разом      | Разом      |
| Спортсмен        | Дисципліна                 | Час     | Місце   | Час        | Місце      | Час        | Місце      |
| ---------------- | -------------------------- | ------- | ------- | ---------- | ---------- | ---------- | ---------- |
| Моллі Єпсен      | швидкісний спуск, стоячи   | Н/Д     | Н/Д     | Н/Д        | Н/Д        | 1:34.60    | 3          |
| Моллі Єпсен      | гігантський слалом, стоячи | 1:14.44 | 3       | 1:11.28    | 2          | 2:25.72    | 3          |
| Моллі Єпсен      | слалом, стоячи             | 58.36   | 2       | 1:01.23    | 2          | 1:59,59    | 2          |
| Моллі Єпсен      | суперкомбінація, стоячи    | 1:34.00 | 2       | 58.70      | 2          | 2:32.70    | 1          |
| Моллі Єпсен      | супергігант, стоячи        | Н/Д     | Н/Д     | Н/Д        | Н/Д        | 1:36.22    | 4          |
| Ерін Латімер     | швидкісний спуск, стоячи   | Н/Д     | Н/Д     | Н/Д        | Н/Д        | 1:38.87    | 6          |
| Ерін Латімер     | гігантський слалом, стоячи | 1:21.69 | 11      | 1:20.42    | 13         | 2:42.11    | 12         |
| Ерін Латімер     | слалом, стоячи             | 1:06,55 | 10      | 1:09.06    | 9          | 2:15.61    | 10         |
| Ерін Латімер     | суперкомбінація, стоячи    | 1:38.65 | 6       | 1:04.67    | 7          | 2:43.32    | 7          |
| Ерін Латімер     | супергігант, стоячи        | Н/Д     | Н/Д     | Н/Д        | Н/Д        | 1:43.13    | 9          |
| Мел Пебль        | швидкісний спуск, стоячи   | Н/Д     | Н/Д     | Н/Д        | Н/Д        | 1:42.22    | 9          |
| Мел Пебль        | гігантський слалом, стоячи | 1:22.45 | 12      | 1:18.91    | 11         | 2:41.36    | 11         |
| Мел Пебль        | слалом, стоячи             | DNF     | DNF     | не пройшов | не пройшов | не пройшов | не пройшов |
| Мел Пебль        | суперкомбінація, стоячи    | 1:42.90 | 11      | 1:07.23    | 8          | 2:50.13    | 9          |
| Мел Пебль        | супергігант, стоячи        | Н/Д     | Н/Д     | Н/Д        | Н/Д        | 1:44.63    | 11         |
| Алана Ремзі      | швидкісний спуск, стоячи   | Н/Д     | Н/Д     | Н/Д        | Н/Д        | 1:35.21    | 4          |
| Алана Ремзі      | гігантський слалом, стоячи | 1:15.78 | 4       | 1:13.48    | 4          | 2:29.26    | 4          |
| Алана Ремзі      | слалом, стоячи             | 59.62   | 6       | 1:03.94    | 6          | 2:03,56    | 6          |
| Алана Ремзі      | суперкомбінація, стоячи    | 1:34.25 | 3       | 1:01.83    | 6          | 2:36.08    | 3          |
| Алана Ремзі      | супергігант, стоячи        | Н/Д     | Н/Д     | Н/Д        | Н/Д        | 1:35.20    | 3          |
| Фредерік Тургеон | швидкісний спуск, стоячи   | Н/Д     | Н/Д     | Н/Д        | Н/Д        | DNF        | DNF        |
| Фредерік Тургеон | гігантський слалом, стоячи | 1:19.42 | 9       | 1:17,52    | 10         | 2:36.94    | 9          |
| Фредерік Тургеон | слалом, стоячи             | 1:06.74 | 11      | DNF        | DNF        | не пройшов | не пройшов |
| Фредерік Тургеон | суперкомбінація, стоячи    | DNF     | DNF     | не пройшов | не пройшов | не пройшов | не пройшов |
| Фредерік Тургеон | супергігант, стоячи        | Н/Д     | Н/Д     | Н/Д        | Н/Д        | DNF        | DNF        |

## Керлінг на візках
Склад команди
| Скіп        | Третій        | Другий      | Провідний | Запасний    |
| ----------- | ------------- | ----------- | --------- | ----------- |
| Марк Ідесон | Денніс Тіссен | Іна Форрест | Марі Райт | Джеймс Ансю |

Підсумкова таблиця
| Команда                                                     | Дисципліна | Груповий турнір    | Груповий турнір    | Груповий турнір    | Груповий турнір    | Груповий турнір    | Груповий турнір    | Груповий турнір    | Груповий турнір                       | Груповий турнір    | Груповий турнір    | Груповий турнір    | Груповий турнір | Тайбрейк           | Півфінал           | Фінал              | Фінал |
| Команда                                                     | Дисципліна | Суперник Результат | Суперник Результат | Суперник Результат | Суперник Результат | Суперник Результат | Суперник Результат | Суперник Результат | Суперник Результат                    | Суперник Результат | Суперник Результат | Суперник Результат | Місце           | Суперник Результат | Суперник Результат | Суперник Результат | Місце |
| ----------------------------------------------------------- | ---------- | ------------------ | ------------------ | ------------------ | ------------------ | ------------------ | ------------------ | ------------------ | ------------------------------------- | ------------------ | ------------------ | ------------------ | --------------- | ------------------ | ------------------ | ------------------ | ----- |
| Марк Ідесон Іна Форрест Денніс Тіссен Марі Райт Джеймс Ансю | Mixed      | SUI W 8–0          | NOR W 10–1         | SWE W 8–4          | KOR L 5–7          | GBR L 1–8          | CHN W 8–5          | USA W 6–5          | Незалежні паралімпійські атлети W 5–4 | SVK W 9–5          | GER W 6–2          | FIN W 8–4          | 2 Q             | Н/Д                | CHN L 3–4          | KOR W 5–3          | 3     |

### Груповий турнір
| Ключ | Ключ                           |
| ---- | ------------------------------ |
|      | Команди, що увійшли в плей-офф |

| Поз. | Країна                          | Скіп           | В | П | ВЕ | ПЕ |
| ---- | ------------------------------- | -------------- | - | - | -- | -- |
| 1    | Південна Корея                  | Сео            | 9 | 2 | 65 | 51 |
| 2    | Канада                          | Ідесон         | 9 | 2 | 74 | 45 |
| 3    | Китай                           | Ванг           | 9 | 2 | 85 | 42 |
| 4    | Норвегія                        | Руне Лорентсен | 7 | 4 | 55 | 57 |
| 5    | Незалежні паралімпійські атлети | Курохтін       | 5 | 6 | 61 | 63 |
| 6    | Швейцарія                       | Вагнер         | 5 | 6 | 56 | 63 |
| 7    | Велика Британія                 | Нейльсон       | 5 | 6 | 57 | 53 |
| 8    | Німеччина                       | Пуціх          | 5 | 6 | 57 | 68 |
| 9    | Словаччина                      | Джурич         | 4 | 7 | 62 | 72 |
| 10   | Швеція                          | Петерссон Даль | 4 | 7 | 47 | 66 |
| 11   | Фінляндія                       | Кар'ялайнен    | 2 | 9 | 53 | 87 |
| 12   | США                             | Блек           | 2 | 9 | 58 | 63 |

Зіграні поєдинки
Сесія 1
субота, 10 березня, 14:35
| Майданчик B        | 1 | 2 | 3 | 4 | 5 | 6 | 7 | 8 | Загалом |
| Швейцарія (Вагнер) | 0 | 0 | 0 | 0 | 0 | 0 | X | X | 0       |
| Канада (Ідесон)    | 2 | 1 | 1 | 1 | 2 | 1 | X | X | 8       |

Сесія 2
субота, 10 березня, 19:35
| Майданчик D           | 1 | 2 | 3 | 4 | 5 | 6 | 7 | 8 | Загалом |
| Канада (Ідесон)       | 0 | 2 | 2 | 1 | 1 | 4 | X | X | 10      |
| Норвегія (Лорентсен ) | 1 | 0 | 0 | 0 | 0 | 0 | X | X | 1       |

Сесія 4
неділя, 11 березня, 14:35
| Майданчик C             | 1 | 2 | 3 | 4 | 5 | 6 | 7 | 8 | Загалом |
| Канада (Ідесон)         | 0 | 0 | 4 | 1 | 1 | 0 | 0 | 2 | 8       |
| Швеція (Петерссон Даль) | 1 | 3 | 0 | 0 | 0 | 0 | 0 | 0 | 4       |

Сесія 6
понеділок, 12 березня, 09:35
| Майданчик A          | 1 | 2 | 3 | 4 | 5 | 6 | 7 | 8 | Загалом |
| Південна Корея (Сео) | 3 | 0 | 0 | 1 | 0 | 3 | 0 | X | 7       |
| Канада (Ідесон)      | 0 | 0 | 1 | 0 | 2 | 0 | 2 | X | 5       |

Сесія 8
понеділок, 12 березня, 19:35
| Майданчик C               | 1 | 2 | 3 | 4 | 5 | 6 | 7 | 8 | Загалом |
| Велика Британія (Нейлсон) | 0 | 1 | 1 | 1 | 2 | 0 | 3 | X | 8       |
| Канада (Ідесон)           | 0 | 0 | 0 | 0 | 0 | 1 | 0 | X | 1       |

Сесія 9
вівторок, 13 березня, 09:35
| Майданчик D     | 1 | 2 | 3 | 4 | 5 | 6 | 7 | 8 | Загалом |
| Китай (Ванг)    | 1 | 1 | 0 | 3 | 0 | 0 | 0 | X | 5       |
| Канада (Ідесон) | 0 | 0 | 1 | 0 | 2 | 4 | 1 | X | 8       |

Сесія 11
вівторок, 13 березня, 19:35
| Майданчик B     | 1 | 2 | 3 | 4 | 5 | 6 | 7 | 8 | 9 | Загалом |
| Канада (Ідесон) | 0 | 0 | 1 | 1 | 1 | 1 | 0 | 1 | 1 | 6       |
| США (Блек)      | 2 | 1 | 0 | 0 | 0 | 0 | 2 | 0 | 0 | 5       |

Сесія 13
середа, 14 березня, 14:35
| Майданчик D                                | 1 | 2 | 3 | 4 | 5 | 6 | 7 | 8 | Загалом |
| Канада (Ідесон)                            | 0 | 0 | 1 | 0 | 1 | 1 | 0 | 2 | 5       |
| Незалежні паралімпійські атлети (Курохтін) | 1 | 0 | 0 | 1 | 0 | 0 | 2 | 0 | 4       |

Сесія 14
середа, 14 березня, 19:35
| Майданчик B         | 1 | 2 | 3 | 4 | 5 | 6 | 7 | 8 | Загалом |
| Словаччина (Джурич) | 0 | 0 | 0 | 0 | 3 | 1 | 1 | 0 | 5       |
| Канада (Ідесон)     | 2 | 3 | 1 | 1 | 0 | 0 | 0 | 2 | 9       |

Сесія 15
четвер, 15 березня, 09:35
| Майданчик A       | 1 | 2 | 3 | 4 | 5 | 6 | 7 | 8 | Загалом |
| Канада (Ідесон)   | 0 | 0 | 3 | 1 | 0 | 1 | 1 | X | 6       |
| Німеччина (Пуціх) | 1 | 0 | 0 | 0 | 1 | 0 | 0 | X | 2       |

Сесія 16
четвер, 15 березня, 14:35
| Майданчик C             | 1 | 2 | 3 | 4 | 5 | 6 | 7 | 8 | Загалом |
| Канада (Ідесон)         | 0 | 0 | 1 | 1 | 1 | 0 | 3 | 2 | 8       |
| Фінляндія (Кар'ялайнен) | 2 | 1 | 0 | 0 | 0 | 1 | 0 | 0 | 4       |

Півфінал
п'ятниця, 16 березня, 15:35
| Майданчик A     | 1 | 2 | 3 | 4 | 5 | 6 | 7 | 8 | Загалом |
| Китай (Ванг)    | 0 | 1 | 0 | 2 | 0 | 0 | 0 | 1 | 4       |
| Канада (Ідесон) | 0 | 0 | 1 | 0 | 2 | 0 | 0 | 0 | 3       |

Поєдинок за третє місце
субота, 17 березня, 09:35
| Майданчик B          | 1 | 2 | 3 | 4 | 5 | 6 | 7 | 8 | Загалом |
| Південна Корея (Сео) | 0 | 0 | 1 | 0 | 1 | 0 | 1 | X | 3       |
| Канада (Ідесон)      | 2 | 0 | 0 | 2 | 0 | 1 | 0 | X | 5       |

## Лижні перегони
Чоловіки
| Спортсмен                                            | Дисципліна                                    | Кваліфікація | Кваліфікація | Кваліфікація | Півфінал          | Півфінал          | Фінал             | Фінал             | Фінал             |
| Спортсмен                                            | Дисципліна                                    | Час          | Результат    | Місце        | Результат         | Місце             | Час               | Результат         | Місце             |
| ---------------------------------------------------- | --------------------------------------------- | ------------ | ------------ | ------------ | ----------------- | ----------------- | ----------------- | ----------------- | ----------------- |
| Марк Арендз                                          | спринт 1,5 км класичним стилем, стоячи        | 4:03.34      | 3:39.01      | 3            | 4:53.7            | 2                 | 4:20.8            | 4:20.8            | 3                 |
| Марк Арендз                                          | 10 км класичним стилем, стоячи                | Н/Д          | Н/Д          | Н/Д          | Н/Д               | Н/Д               | 27:10.1           | 24:27.1           | 3                 |
| Ів Бурке                                             | 1.1 км спринт, сидячи                         | 4:02.40      | 3:47.86      | 29           | не кваліфікувався | не кваліфікувався | не кваліфікувався | не кваліфікувався | не кваліфікувався |
| Ів Бурке                                             | 7,5 км, сидячи                                | Н/Д          | Н/Д          | Н/Д          | Н/Д               | Н/Д               | 32:42.2           | 30:44,5           | 31                |
| Ів Бурке                                             | 15 км, сидячи                                 | Н/Д          | Н/Д          | Н/Д          | Н/Д               | Н/Д               | 55:52.9           | 52:31.7           | 25                |
| Коллін Камерон                                       | 1.1 км спринт, сидячи                         | 3:09.17      | 3:01.60      | 2            | 3:46.4            | 2                 | 3:32.1            | 3:32.1            | 4                 |
| Коллін Камерон                                       | 15 км, сидячи                                 | Н/Д          | Н/Д          | Н/Д          | Н/Д               | Н/Д               | 45:30.1           | 43:40.9           | 5                 |
| Себастьєн Фортьє                                     | 1.1 км спринт, сидячи                         | 3:29.03      | 3:20.67      | 17           | не кваліфікувався | не кваліфікувався | не кваліфікувався | не кваліфікувався | не кваліфікувався |
| Себастьєн Фортьє                                     | 7,5 км, сидячи                                | Н/Д          | Н/Д          | Н/Д          | Н/Д               | Н/Д               | 26:44.7           | 25:40,5           | 16                |
| Себастьєн Фортьє                                     | 15 км, сидячи                                 | Н/Д          | Н/Д          | Н/Д          | Н/Д               | Н/Д               | 48:22.1           | 46:26.0           | 18                |
| Етан Гесс                                            | 1.1 км спринт, сидячи                         | 3:44,53      | 3:44,53      | 27           | не кваліфікувався | не кваліфікувався | не кваліфікувався | не кваліфікувався | не кваліфікувався |
| Етан Гесс                                            | 7,5 км, сидячи                                | Н/Д          | Н/Д          | Н/Д          | Н/Д               | Н/Д               | 28:51.0           | 28:51.0           | 28                |
| Етан Гесс                                            | 15 км, сидячи                                 | Н/Д          | Н/Д          | Н/Д          | Н/Д               | Н/Д               | 52:14.6           | 52:14.6           | 24                |
| Кріс Клебль                                          | 1.1 км спринт, сидячи                         | 3:26.25      | 3:13.88      | 9            | 3:53.3            | 6                 | не пройшов        | не пройшов        | не пройшов        |
| Кріс Клебль                                          | 7,5 км, сидячи                                | Н/Д          | Н/Д          | Н/Д          | Н/Д               | Н/Д               | 24:55.2           | 23:25,5           | 6                 |
| Кріс Клебль                                          | 15 км, сидячи                                 | Н/Д          | Н/Д          | Н/Д          | Н/Д               | Н/Д               | 46:42.1           | 43:54.0           | 8                 |
| Браян Макківер ведучі: Рассел Кеннеді, Грем Нішікава | спринт 1,5 км класичним стилем, з вадами зору | 3:33.81      | 3:33.81      | 2            | 4:10.3            | 1                 | 4:03.2            | 4:03.2            | 1                 |
| Браян Макківер ведучі: Рассел Кеннеді, Грем Нішікава | 10 км класичним стилем, з вадами зору         | Н/Д          | Н/Д          | Н/Д          | Н/Д               | Н/Д               | 23:17.8           | 23:17.8           | 1                 |
| Браян Макківер ведучі: Рассел Кеннеді, Грем Нішікава | 20 км вільним стилем, з вадами зору           | Н/Д          | Н/Д          | Н/Д          | Н/Д               | Н/Д               | 46:02.4           | 46:02.4           | 1                 |
| Дерек Заплотінський                                  | 1.1 км спринт, сидячи                         | 3:36.34      | 3:14.71      | 10           | 3:57.7            | 6                 | не пройшов        | не пройшов        | не пройшов        |
| Дерек Заплотінський                                  | 7,5 км, сидячи                                | Н/Д          | Н/Д          | Н/Д          | Н/Д               | Н/Д               | 28:12.4           | 25:23.2           | 15                |
| Дерек Заплотінський                                  | 15 км, сидячи                                 | Н/Д          | Н/Д          | Н/Д          | Н/Д               | Н/Д               | 48:57.4           | 44:03.7           | 9                 |

Жінки
| Спортсмен      | Дисципліна                             | Кваліфікація | Кваліфікація | Кваліфікація | Півфінал          | Півфінал          | Фінал             | Фінал             | Фінал             |
| Спортсмен      | Дисципліна                             | Час          | Результат    | Місце        | Результат         | Місце             | Час               | Результат         | Місце             |
| -------------- | -------------------------------------- | ------------ | ------------ | ------------ | ----------------- | ----------------- | ----------------- | ----------------- | ----------------- |
| Бріттані Гудак | спринт 1,5 км класичним стилем, стоячи | 4:59.26      | 4:32.33      | 5            | 5:24.8            | 2                 | 6:00.3            | 6:00.3            | 6                 |
| Бріттані Гудак | 7,5 км класичним стилем, стоячи        | Н/Д          | Н/Д          | Н/Д          | Н/Д               | Н/Д               | 26:11.0           | 23:49.6           | 8                 |
| Сінді Уллет    | 1.1 км спринт, сидячи                  | 4:22.12      | 4:11.64      | 17           | не кваліфікувався | не кваліфікувався | не кваліфікувався | не кваліфікувався | не кваліфікувався |
| Сінді Уллет    | 5 км, сидячи                           | Н/Д          | Н/Д          | Н/Д          | Н/Д               | Н/Д               | 21:38,5           | 20:46.6           | 17                |
| Сінді Уллет    | 12 км, сидячи                          | Н/Д          | Н/Д          | Н/Д          | Н/Д               | Н/Д               | 51:28.2           | 49:24.7           | 18                |
| Наталі Вілкі   | спринт 1,5 км класичним стилем, стоячи | 4:51.85      | 4:25,58      | 2            | 5:54.4            | 1                 | 5:14.3            | 5:14.3            | 3                 |
| Наталі Вілкі   | 7,5 км класичним стилем, стоячи        | Н/Д          | Н/Д          | Н/Д          | Н/Д               | Н/Д               | 24:24.0           | 22:12.2           | 1                 |
| Наталі Вілкі   | 15 км вільним стилем, стоячи           | Н/Д          | Н/Д          | Н/Д          | Н/Д               | Н/Д               | 54:23.4           | 52:12.9           | 6                 |
| Емілі Янг      | спринт 1,5 км класичним стилем, стоячи | 4:58.06      | 4:28.25      | 3            | 5:55,5            | 2                 | 5:18.3            | 5:18.3            | 4                 |
| Емілі Янг      | 7,5 км класичним стилем, стоячи        | Н/Д          | Н/Д          | Н/Д          | Н/Д               | Н/Д               | 24:42.1           | 22:13.9           | 3                 |
| Емілі Янг      | 15 км вільним стилем, стоячи           | Н/Д          | Н/Д          | Н/Д          | Н/Д               | Н/Д               | 54:35.2           | 51:51.4           | 5                 |

Естафета
| Спортсмени                                            | Дисципліна                   | Фінал   | Фінал |
| Спортсмени                                            | Дисципліна                   | Час     | Місце |
| ----------------------------------------------------- | ---------------------------- | ------- | ----- |
| Марк Арендз Кріс Клебль Наталі Вілкі Емілі Янг        | змішана естафета 4 x 2,5 км  | 25:21.9 | 2     |
| Коллін Камерон Браян Макківер ведучий: Рассел Кеннеді | відкрита естафета 4 x 2,5 км | 23:52.4 | 3     |

## Следж-хокей
Склад команди
Головний тренер:  Кен Бейбі     Помічик тренера:  Денні Ліч,  Люк П'єрс
| Номер | Позиція | Спортсмен         | Зріст                  | Вага             | Дата нарродження  | Домашній клуб     | Команда 2017–18 |
| ----- | ------- | ----------------- | ---------------------- | ---------------- | ----------------- | ----------------- | --------------- |
| 31    | G       | Домінік Ларок     | 6 фут 0 дюйм (183 см)  | 173 фунт (78 кг) | 30 липня 1987     | Quebec City, QC   | збірна Канади   |
| 30    | G       | Корбін Вотсон     | 5 фут 11 дюйм (180 см) | 184 фунт (83 кг) | 6 січня 1987      | Kingsville, ON    | збірна Канади   |
| 14    | D       | Стів Арсено       | 5 фут 7 дюйм (170 см)  | 177 фунт (80 кг) | 6 вересня 1988    | Spruce Grove, AB  | збірна Канади   |
| 27    | D       | Бредлі Боуден     | 5 фут 0 дюйм (152 см)  | 158 фунт (72 кг) | 26 травня 1983    | Orton, ON         | збірна Канади   |
| 11    | D       | Адам Діксон       | 5 фут 9 дюйм (175 см)  | 180 фунт (82 кг) | 13 серпня 1989    | Мідленд (Онтаріо) | збірна Канади   |
| 25    | D       | Джеймс Геммель    | 5 фут 11 дюйм (180 см) | 140 фунт (64 кг) | 26 квітня 1980    | Quesnel, BC       | збірна Канади   |
| 5     | D       | Тайрон Генрі      | 6 фут 0 дюйм (183 см)  | 155 фунт (70 кг) | 21 жовтня 1993    | Ottawa, ON        | збірна Канади   |
| 6     | F       | Роб Армстронг     | 5 фут 10 дюйм (178 см) | 146 фунт (66 кг) | 12 вересня 1996   | Місісага          | збірна Канади   |
| 18    | F       | Біллі Бріджес     | 5 фут 8 дюйм (173 см)  | 190 фунт (86 кг) | 22 березня 1984   | Summerside, PE    | збірна Канади   |
| 19    | F       | Домінік Коццоліно | 5 фут 9 дюйм (175 см)  | 151 фунт (68 кг) | 23 серпня 1994    | Місісага          | збірна Канади   |
| 10    | F       | Бен Делані        | 5 фут 11 дюйм (180 см) | 143 фунт (65 кг) | 23 серпня 1996    | Ottawa, ON        | збірна Канади   |
| 4     | F       | Джеймс Данн       | 5 фут 11 дюйм (180 см) | 156 фунт (71 кг) | 12 листопада 2000 | Wallacetown, ON   | збірна Канади   |
| 23    | F       | Ліам Гіккі        | 5 фут 11 дюйм (180 см) | 138 фунт (63 кг) | 25 березня 1998   | St. John's, NL    | збірна Канади   |
| 8     | F       | Тайлер Макгрегор  | 5 фут 8 дюйм (173 см)  | 156 фунт (71 кг) | 11 березня 1994   | Forest, ON        | збірна Канади   |
| 20    | F       | Браян Шоломіцкі   | 6 фут 2 дюйм (188 см)  | 207 фунт (94 кг) | 8 лютого 1981     | Winnipeg, MB      | збірна Канади   |
| 9     | F       | Корбін Сміт       | 5 фут 4 дюйм (163 см)  | 129 фунт (59 кг) | 5 серпня 1998     | Monkton, ON       | збірна Канади   |
| 12    | F       | Грег Вестлейк     | 6 фут 2 дюйм (188 см)  | 173 фунт (78 кг) | 12 червня 1986    | Оквілл            | збірна Канади   |

### Груповий турнір
Ключі:
- OT — Овертайм
- GWS — Овертайм з пенальті

| Команда       | Груповий райнд     | Груповий райнд     | Груповий райнд     | Груповий райнд | Півфінал             | Фінал              | Фінал |
| Команда       | Суперник Результат | Суперник Результат | Суперник Результат | Місце          | Суперник Результат   | Суперник Результат | Місце |
| ------------- | ------------------ | ------------------ | ------------------ | -------------- | -------------------- | ------------------ | ----- |
| Збірна Канади | Швеція W 17–0      | Італія W 10–0      | Норвегія W 8–0     | 1 QS           | Південна Корея W 7–0 | США L 1–2 OT       | 2     |

Турнірна таблиця
| Поз | Команда  | М | В | ВО | ПО | П | ГЗ | ГП | Різ | О | Кваліфікація          |
| --- | -------- | - | - | -- | -- | - | -- | -- | --- | - | --------------------- |
| 1   | Канада   | 3 | 3 | 0  | 0  | 0 | 35 | 0  | +35 | 9 | Півфінали             |
| 2   | Італія   | 3 | 1 | 1  | 0  | 1 | 5  | 12 | −7  | 5 | Півфінали             |
| 3   | Норвегія | 3 | 1 | 0  | 1  | 1 | 5  | 12 | −7  | 4 | Поєдинки за 5-8 місце |
| 4   | Швеція   | 3 | 0 | 0  | 0  | 3 | 1  | 22 | −21 | 0 | Поєдинки за 5-8 місце |

Поєдинки
| 19:00 | Італія | 2–0 (1–0, 0–0, 1–0) | Швеція | Хокейний центр Каннин 4,322 глядачів |

| звіт                                                  | звіт            | звіт     | звіт        | звіт                                                         |
| ----------------------------------------------------- | --------------- | -------- | ----------- | ------------------------------------------------------------ |
|                                                       |                 |          |             |                                                              |
|                                                       | Gabriele Araudo | Воротарі | Ulf Nilsson | суддя: Sotaro Yamaguchi Лінійні Судді: Jan Vaněk Leon Wesley |
|                                                       | голи:           |          |             | суддя: Sotaro Yamaguchi Лінійні Судді: Jan Vaněk Leon Wesley |
| Kalegaris (Planker, Rosa) (PP) — 13:16 / Rosa — 39:36 | 1–0 / 2–0       |          |             | суддя: Sotaro Yamaguchi Лінійні Судді: Jan Vaněk Leon Wesley |
|                                                       |                 |          |             | суддя: Sotaro Yamaguchi Лінійні Судді: Jan Vaněk Leon Wesley |
|                                                       |                 |          |             | суддя: Sotaro Yamaguchi Лінійні Судді: Jan Vaněk Leon Wesley |
|                                                       |                 |          |             | суддя: Sotaro Yamaguchi Лінійні Судді: Jan Vaněk Leon Wesley |
| 10 хв                                                 | Штраф           | 8 хв     |             | суддя: Sotaro Yamaguchi Лінійні Судді: Jan Vaněk Leon Wesley |
|                                                       |                 |          |             |                                                              |
|                                                       | 20              | кидки    | 2           |                                                              |

| 11 березня 2018 19:00 | Канада | 10–0 (3–0, 4–0, 3–0) | Italy | Хокейний центр Каннин 4,795 глядачів |

| звіт | звіт                                                       | звіт     | звіт               | звіт                                                               |
| --- | ---------------------------------------------------------- | -------- | ------------------ | ------------------------------------------------------------------ |
| |                                                            |          |                    |                                                                    |
| | Corbin Watson                                              | Воротарі | Santino Stillitano | суддя: Sotaro Yamaguchi Лінійні Судді: David Nothegger Leon Wesley |
| | голи:                                                      |          |                    | суддя: Sotaro Yamaguchi Лінійні Судді: David Nothegger Leon Wesley |
| McGregor (Dixon, Westlake) (PP) — 03:59 / Dixon (Sholomicki) — 09:21 / Delaney (Cozzolino, Armstrong) — 11:36 / Hickey (Bridges, Delaney) — 17:03 / Hickey — 19:11 / Delaney (Sholomicki) (SH) — 20:20 / Delaney (Sholomicki) (SH) — 25:34 / Cozzolino (Bridges) — 33:06 / Dunn (SH) — 36:27 / Dunn — 41:23 | 1–0 / 2–0 / 3–0 / 4–0 / 5–0 / 6–0 / 7–0 / 8–0 / 9–0 / 10–0 |          |                    | суддя: Sotaro Yamaguchi Лінійні Судді: David Nothegger Leon Wesley |
| |                                                            |          |                    | суддя: Sotaro Yamaguchi Лінійні Судді: David Nothegger Leon Wesley |
| |                                                            |          |                    | суддя: Sotaro Yamaguchi Лінійні Судді: David Nothegger Leon Wesley |
| |                                                            |          |                    | суддя: Sotaro Yamaguchi Лінійні Судді: David Nothegger Leon Wesley |
| 24 хв | Штраф                                                      | 6 хв     |                    | суддя: Sotaro Yamaguchi Лінійні Судді: David Nothegger Leon Wesley |
| |                                                            |          |                    |                                                                    |
| | 16                                                         | кидки    | 4                  |                                                                    |

| 12 березня 2018 15:30 | Канада | 8–0 (2–0, 3–0, 3–0) | Норвегія | Хокейний центр Каннин 5,886 глядачів |

| звіт | звіт                                          | звіт     | звіт                  | звіт                                                                  |
| --- | --------------------------------------------- | -------- | --------------------- | --------------------------------------------------------------------- |
| |                                               |          |                       |                                                                       |
| | Dominic Larocque                              | Воротарі | Kjell Christian Hamar | суддя: Kristijan Nikolic Лінійні Судді: Chae Young-jin Andreas Lundén |
| | голи:                                         |          |                       | суддя: Kristijan Nikolic Лінійні Судді: Chae Young-jin Andreas Lundén |
| Bridges (Dixon, Arsenault) — 02:33 / Armstrong (Cozzolino, Bowden) — 08:47 / Hickey (PP) — 26:50 / Bowden (Armstrong) — 27:54 / Armstrong (Dunn) — 28:49 / Bridges (Hickey, Arsenault) — 33:59 / Westlake (McGregor) (PP) — 37:21 / McGregor (Cozzolino) (SH) — 41:51 | 1–0 / 2–0 / 3–0 / 4–0 / 5–0 / 6–0 / 7–0 / 8–0 |          |                       | суддя: Kristijan Nikolic Лінійні Судді: Chae Young-jin Andreas Lundén |
| |                                               |          |                       | суддя: Kristijan Nikolic Лінійні Судді: Chae Young-jin Andreas Lundén |
| |                                               |          |                       | суддя: Kristijan Nikolic Лінійні Судді: Chae Young-jin Andreas Lundén |
| |                                               |          |                       | суддя: Kristijan Nikolic Лінійні Судді: Chae Young-jin Andreas Lundén |
| 8 хв | Штраф                                         | 8 хв     |                       | суддя: Kristijan Nikolic Лінійні Судді: Chae Young-jin Andreas Lundén |
| |                                               |          |                       |                                                                       |
| | 27                                            | кидки    | 5                     |                                                                       |

### Півфінал
| 15 березня 2018 12:00 | Канада | 7–0 (4–0, 1–0, 2–0) | Південна Корея | Хокейний центр Каннин 6,603 глядачів |

| звіт | звіт                                    | звіт     | звіт          | звіт                                                                   |
| --- | --------------------------------------- | -------- | ------------- | ---------------------------------------------------------------------- |
| |                                         |          |               |                                                                        |
| | Corbin Watson Dominic Larocque          | Воротарі | Lee Jae-woong | суддя: Kristijan Nikolic Лінійні Судді: Andreas Lundén David Nothegger |
| | голи:                                   |          |               | суддя: Kristijan Nikolic Лінійні Судді: Andreas Lundén David Nothegger |
| Hickey (Bridges) — 04:17 / Cozzolino — 06:00 / Westlake (Cozzolino, McGregor) — 13:25 / Bridges (Delaney, Armstrong) — 14:19 / Bridges (McGregor, Dixon) (PP) — 18:42 / McGregor (Westlake) — 35:48 / McGregor (Armstrong, Cozzolino) — 42:41 | 1–0 / 2–0 / 3–0 / 4–0 / 5–0 / 6–0 / 7–0 |          |               | суддя: Kristijan Nikolic Лінійні Судді: Andreas Lundén David Nothegger |
| |                                         |          |               | суддя: Kristijan Nikolic Лінійні Судді: Andreas Lundén David Nothegger |
| |                                         |          |               | суддя: Kristijan Nikolic Лінійні Судді: Andreas Lundén David Nothegger |
| |                                         |          |               | суддя: Kristijan Nikolic Лінійні Судді: Andreas Lundén David Nothegger |
| 8 хв | Штраф                                   | 2 хв     |               | суддя: Kristijan Nikolic Лінійні Судді: Andreas Lundén David Nothegger |
| |                                         |          |               |                                                                        |
| | 24                                      | кидки    | 2             |                                                                        |

### Фінал
| 18 березня 2018 12:00 | Канада | 1–2 (1–0, 0–0, 0–1) (OT: 0–1) | США | Хокейний центр Каннин 6,096 глядачів |

| звіт                              | звіт             | звіт                                                         | звіт       | звіт                                                                   |
| --------------------------------- | ---------------- | ------------------------------------------------------------ | ---------- | ---------------------------------------------------------------------- |
|                                   |                  |                                                              |            |                                                                        |
|                                   | Dominic Larocque | Воротарі                                                     | Steve Cash | суддя: Kristijan Nikolic Лінійні Судді: Andreas Lundén David Nothegger |
|                                   | голи:            |                                                              |            | суддя: Kristijan Nikolic Лінійні Судді: Andreas Lundén David Nothegger |
| Bridges (Delaney, Hickey) — 12:06 | 1–0 / 1–1 / 1–2  | 44:22 — Farmer (McKee, Roybal) (EA) / 48:30 — Farmer (Pauls) |            | суддя: Kristijan Nikolic Лінійні Судді: Andreas Lundén David Nothegger |
|                                   |                  |                                                              |            | суддя: Kristijan Nikolic Лінійні Судді: Andreas Lundén David Nothegger |
|                                   |                  |                                                              |            | суддя: Kristijan Nikolic Лінійні Судді: Andreas Lundén David Nothegger |
|                                   |                  |                                                              |            | суддя: Kristijan Nikolic Лінійні Судді: Andreas Lundén David Nothegger |
| 4 хв                              | Штраф            | 2 хв                                                         |            | суддя: Kristijan Nikolic Лінійні Судді: Andreas Lundén David Nothegger |
|                                   |                  |                                                              |            |                                                                        |
|                                   | 12               | кидки                                                        | 16         |                                                                        |

## Сноубординг
Слалом
| Спортсмен      | Дисипліна      | Спуск 1 | Спуск 1 | Спуск 2 | Спуск 2 | Спуск 3 | Спуск 3 | Найкращий результат | Найкращий результат |
| Спортсмен      | Дисипліна      | Час     | Місце   | Час     | Місце   | Час     | Місце   | Час                 | Місце               |
| -------------- | -------------- | ------- | ------- | ------- | ------- | ------- | ------- | ------------------- | ------------------- |
| Ендрю Гендж    | слалом, SB-UL  | 1:00.01 | 11      | 58.95   | 15      | 58.63   | 13      | 58.63               | 17                  |
| Джон Леслі     | слалом, SB-LL2 | 57,56   | 11      | 54.10   | 9       | 52,53   | 8       | 52,53               | 8                   |
| Колтон Лідль   | слалом, SB-LL2 | 57.13   | 10      | 56.15   | 12      | 1:06.49 | 15      | 56.15               | 12                  |
| Алекс Массі    | слалом, SB-LL2 | 54.40   | 9       | 54.14   | 11      | 53.28   | 10      | 53.28               | 10                  |
| Курт Мінард    | слалом, SB-UL  | 55.13   | 4       | 54.67   | 7       | 55.09   | 6       | 54.67               | 8                   |
| Сандрін Гамель | слалом, SB-LL2 | 1:06.92 | 4       | 1:05,53 | 5       | 1:10,50 | 6       | 1:05,53             | 5                   |
| Мішель Сальт   | слалом, SB-LL1 | DSQ     | DSQ     | 1:23.65 | 5       | 1:07.69 | 5       | 1:07.69             | 5                   |

Сноуборд-крос
| Спортсмен      | Змагання              | Кваліфікація | Кваліфікація | Кваліфікація | Кваліфікація | Кваліфікація        | Кваліфікація | 1/8 фіналу | Чвертьфінал | Півфінал   | Фінал      | Фінал      |
| Спортсмен      | Змагання              | Спуск 1      | Спуск 1      | Спуск 2      | Спуск 2      | Найкращий результат | Місце        | 1/8 фіналу | Чвертьфінал | Півфінал   | Фінал      | Фінал      |
| Спортсмен      | Змагання              | Час          | Місце        | Час          | Місце        | Найкращий результат | Місце        | Позиція    | Позиція     | Позиція    | Позиція    | Місце      |
| -------------- | --------------------- | ------------ | ------------ | ------------ | ------------ | ------------------- | ------------ | ---------- | ----------- | ---------- | ---------- | ---------- |
| Ендрю Гендж    | сноуборд-крос, SB-UL  | 1:08.90      | 17           | 1:05.74      | 11           | 1:05.74             | 13 Q         | 2          | не пройшов  | не пройшов | не пройшов | не пройшов |
| Джон Леслі     | сноуборд-крос, SB-LL2 | 1:02.12      | 10           | 1:00.90      | 6            | 1:00.90             | 9 Q          | 1 Q        | 2           | не пройшов | не пройшов | не пройшов |
| Колтон Лідль   | сноуборд-крос, SB-LL2 | 1:06.33      | 14           | 1:04.68      | 12           | 1:04.68             | 14 Q         | 2          | не пройшов  | не пройшов | не пройшов | не пройшов |
| Алекс Массі    | сноуборд-крос, SB-LL2 | 1:02.09      | 9            | 1:01.35      | 8            | 1:01.35             | 10 Q         | 2          | не пройшов  | не пройшов | не пройшов | не пройшов |
| Curt Minard    | сноуборд-крос, SB-UL  | 1:02.72      | 4            | 1:02.08      | 2            | 1:02.08             | 2 Q          | 1 Q        | 2           | не пройшов | не пройшов | не пройшов |
| Sandrine Hamel | сноуборд-крос, SB-LL2 | 1:14.78      | 4            | Cancelled    | Cancelled    | Cancelled           | Cancelled    | Н/Д        | 2           | не пройшов | не пройшов | не пройшов |
| Мішель Сальт   | сноуборд-крос, SB-LL1 | DNF          | DNF          | 1:16.93      | 3            | 1:16.93             | 3 Q          | Н/Д        | Cancelled   | 2 FB       | 2          | 4          |